# Systrafoss
Der Systrafoss (dt. Schwesternfall) ist ein Wasserfall im Süden von Island.

## Geografie
Er liegt in der Nähe des Ortes Kirkjubæjarklaustur in der Gemeinde Skaftárhreppur.
Der Wasserfall befindet sich südlich des auf einer Hochebene gelegenen Sees Systravatn, von dem der kleine Fluss Fossá sich die Felsen hinabstürzt und später in den Gletscherfluss Skaftá mündet.
Am Fuße des Wasserfalls liegt der Felsen Fossasteinn.

## Name
Der Name des Wasserfalls wie des nahegelegenen Sees (Systravatn) sowie eines Felsen (Systrastapi) bezieht sich auf ein ehemaliges Nonnenkloster im Ort Kirkjubæjarklaustur.